# 光明大厦
光明大厦又稱光明金融大廈，是一座位於中華人民共和國上海市黃浦區外灘的建築，地處金陵東路、中山東一路、漢口路附近。該建築由華東建築設計研究院設計，上海建工施工。該建築地上有32層，地下2層。地上高度120米。該建築由交通銀行、中國工商銀行、中國旅行社和中華企業股份有限公司投資。

## 歷史
該建築所在地原本是金陵中學附近的舊房，於1984年10月立項。上海當局原本想讓該建築用作政府大樓，但後來改變想法。1987年12月，該建築開始建造。1993年3月竣工（一說1995年以及2003年）。1995年建築獲上海市優秀設計一等獎。